# Eugene Goostman
Eugene Goostman è un chatterbot progettato da un gruppo di programmatori - Vladimir Veselov, Eugene Demchenko e Sergey Ulasen - a San Pietroburgo nel 2001 e programmato per sembrare un tredicenne ucraino allo scopo di rendere la sua personalità e i suoi discorsi credibili.
Goostman ha partecipato a numerosi Test di Turing sin dalla sua creazione, classificandosi secondo al Premio Loebner. Nel giugno 2012, si classifica primo a Milton Keynes, partecipando al più grande evento mai realizzato per la conduzione di un test di Turing e convince il 29% dei giudici di essere un umano. Il 7 giugno 2014, in occasione del sessantesimo anniversario della morte di Turing, il 33% dei giudici di un test di Turing ha creduto che Goostman fosse un umano; L'organizzatore dell'evento, Kevin Warwick, ricorda che Turing predisse che entro il 2000 i computer sarebbero stati in grado di convincere il 30% di umani sottoposti alla prova dopo cinque minuti di conversazione.
La validità e la rilevanza del superamento del test di Turing da parte di Goostman sono state discusse dai critici soprattutto in relazione con la bomba mediatica lanciata dall'organizzatore dell'evento, Kevin Warwick, ritenuta eccessiva. Infatti il test viene considerato superato se l'esaminatore sbaglia con la stessa frequenza sia quando deve distinguere un computer da un essere umano sia quando deve distinguere un uomo da una donna.

## Personalità
Eugene Goostman è programmato per sembrare un ucraino tredicenne che vive ad Odessa in Ucraina con un padre ginecologo, una madre che lavora in TV e un porcellino d'India. Veselov ha affermato che Goostman è stato progettato per essere un "personaggio con una personalità credibile"; la scelta dell'età è stata intenzionale, poiché a tredici anni, secondo Veselov, si è "né troppo grandi per sapere tutto né troppo piccoli per non sapere nulla". La sua giovane età comporta, inoltre, piccoli errori grammaticali nelle risposte. Nel 2014 si è lavorato per migliorare il dialogo, rendendolo più simile a quello umano; in futuro si migliorerà anche la logica con cui si svolgono le conversazioni.

## Accoglienza
Eugene Goostman ha partecipato a numerosi test di Turing; si è classificato secondo nel 2001, 2005, e 2008 al Loebner Prize. Il 23 giugno 2012, Goostman vince un test di Turing a Milton Keynes. La competizione, alla quale hanno partecipato cinque chatterbot, venticinque umani e trenta giudici, è stata considerata l'evento più importante mai organizzato per un test di Turing. Dopo cinque minuti di conversazione, il 29% dei giudici si convinsero che Goostman fosse umano. Il chatterbot ha superato il 33% il 7 giugno 2014 in occasione del sessantesimo anniversario della morte di Alan Turing, ma non ha superato il test. Infatti il test viene considerato superato se l'esaminatore sbaglia con la stessa frequenza sia quando deve distinguere un computer da un essere umano sia quando deve distinguere un uomo da una donna.